# Burak dziki
Burak dziki (Beta vulgaris L. subsp. maritima (L.) Arcang.) – podgatunek buraka zwyczajnego z rodziny szarłatowatych (dawniej z wyodrębnianej rodziny komosowatych). Rośliny z tego taksonu występują dziko na brzegach mórz w basenie Morza Śródziemnego oraz wzdłuż atlantyckich brzegów Europy Zachodniej sięgając do Wysp Brytyjskich i południowo-zachodniej Szwecji na północy. Jako takson zawleczony i dziczejący występuje na wybrzeżach Ameryki Północnej i Południowej, w Australii oraz w krajach skandynawskich. W Polsce podgatunek ten notowany był jako efemerofit, tj. takson przejściowo dziczejący w portach morskich. Burak dziki ten jest przodkiem uprawnych buraków (liściowego, cukrowego, ćwikłowego i pastewnego) stanowiących grupy odmian uprawnych podgatunku B. vulgaris subsp. vulgaris. Burak dziki rośnie w miejscach piaszczystych na wybrzeżach morskich.

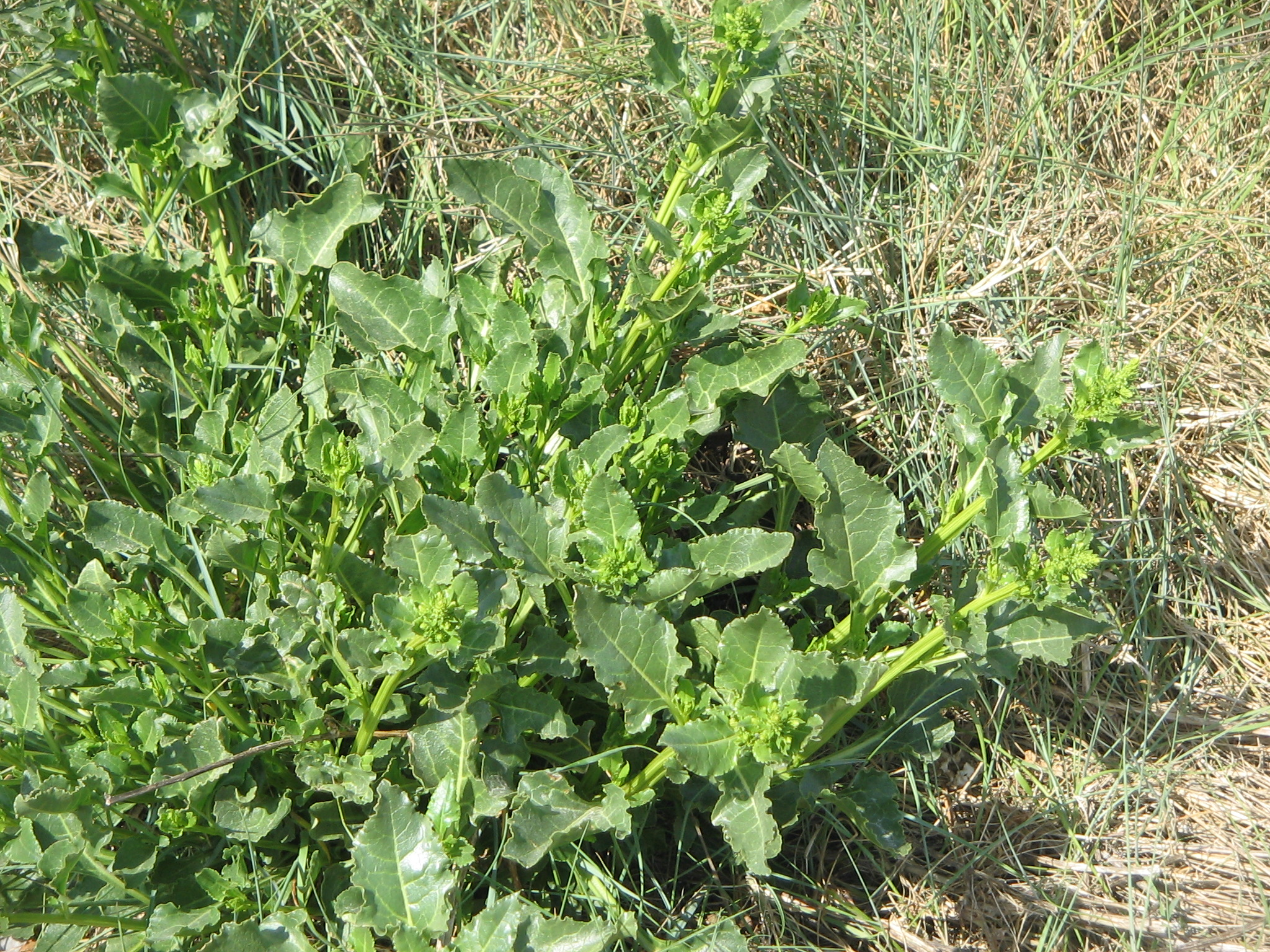
Burak dziki wśród roślinności wydmowej

## Morfologia
Roślina jednoroczna lub bylina naga, z cienkim, włóknistym i brązowym korzeniem, czasem drewniejącym i nieco zgrubiałym. Łodyga pojedyncza płożąca lub wzniesiona, do 80 cm długości. Liście niewielkie, o blaszce podłużnie lancetowatej, równej ogonkowi liściowemu. Osiągają rozmiary 1–10 × 0,5–8 cm. Kwiaty drobne skupione w kłębikach po 1–3.

### Zastosowania
- Roślina jadalna, zarówno dla ludzi jak i w paszach dla zwierząt. Szczególnie słonawa odmiana morska[potrzebny przypis].